# 1915 في رومانيا
فيما يلي قوائم الأحداث التي وقعت خلال عام 1915 في رومانيا.

## رياضة
- 1 ديسمبر – دوري الدرجة الأولى الروماني 1914–15 الفائز Româno-Americană București [الإنجليزية]‏.

## مواليد

### فبراير
- 10 فبراير – جورج راشينارو لاعب كرة قدم روماني.

### مارس
- 6 مارس – لإيون بوغدان لاعب كرة قدم روماني.

### أغسطس
- 1 أغسطس – جيلو ناوم كاتب روماني.

### نوفمبر
- 9 نوفمبر – أندريه فرانسوا

## وفيات

### أبريل
- 25 أبريل – فريدريش مولر (مواليد 1828)